# Radu Paladi

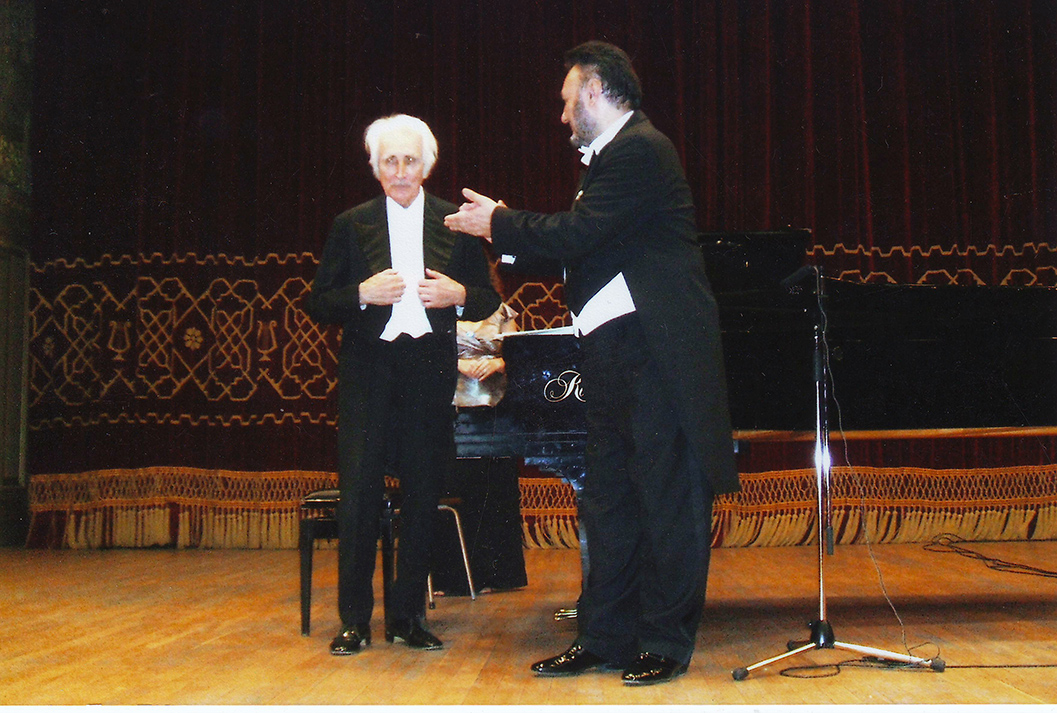
Radu Paladi mit Gheorghe Crasnaru, 2013

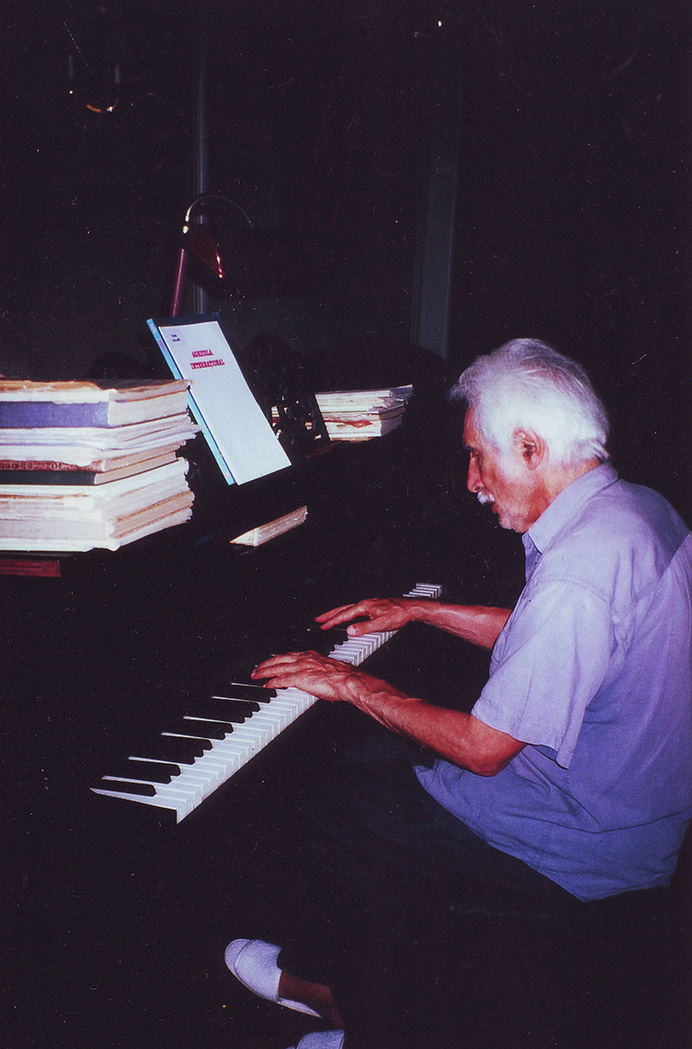
Am Klavier

Radu Paladi (* 16. Januar 1927 in Storojineț; † 30. Mai 2013 in Bukarest) war ein rumänischer Komponist, Pianist und Dirigent. Er komponierte Bühnen- und Filmmusik, Chorwerke, Vokal- und vokalsymphonische Musik, Kammermusik, symphonische Musik sowie Instrumentalkonzerte.

## Ausbildung

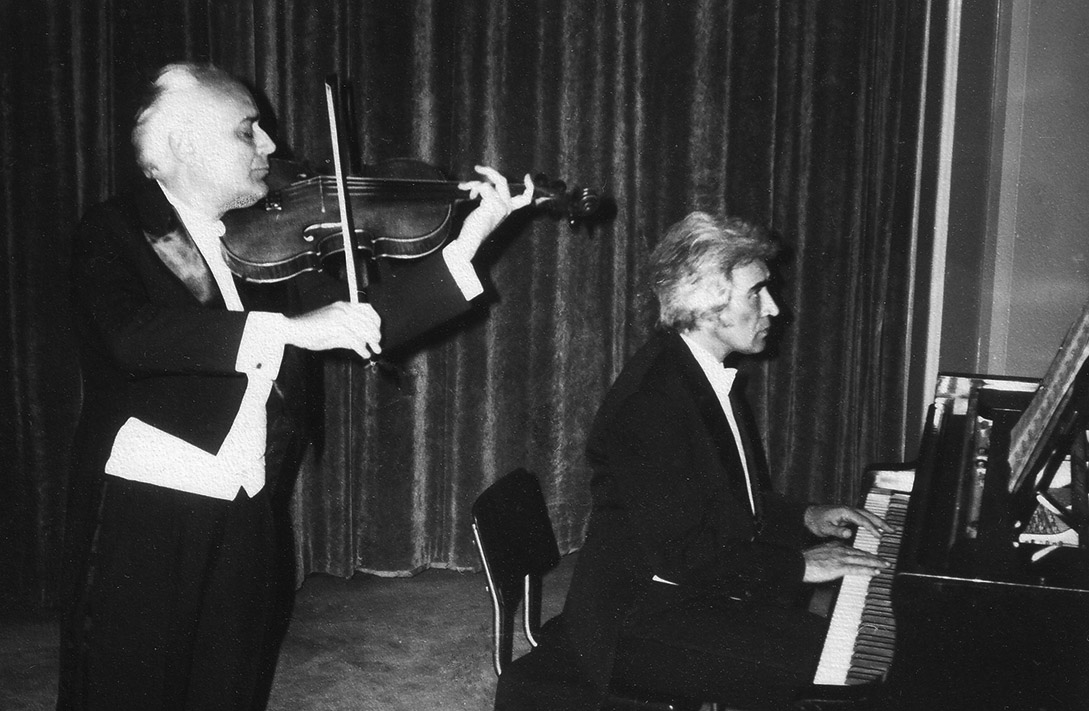
Mit George Popovici

Radu Paladi studierte von 1941 bis 1943 Klavier bei Titus Tarnavski am Czernowitzer Konservatorium (damals Rumänien, heute Ukraine). Zwischen 1947 und 1956 studierte er Klavier bei Florica Musicescu, Komposition bei Leon Klepper, Harmonielehre bei Paul Constantinescu und Instrumentationslehre (Orchestrierung) bei Theodor Rogalski an der Königlichen Theater- und Musikakademie, dem nachmaligen Konservatorium „Ciprian Porumbescu“, in Bukarest.

## Didaktische Laufbahn
Radu Paladi lehrte von 1954 bis 1963 als Assistent und von 1963 bis 1996 als Dozent an der Theater- und Filmhochschule „Ion Luca Caragiale“ in Bukarest.

## Künstlerische Laufbahn
Radu Paladi war Mitglied des rumänischen Komponisten- und Musikologen-Verbandes seit dessen Gründung 1949. Als Pianist trat er in Lied- und Kammermusik-Recitals in Rumänien, Spanien und Deutschland auf. Als Solist seines eigenen Klavierkonzerts spielte Paladi mit verschiedenen rumänischen Orchestern zusammen, so mit dem Philharmonischen Orchester aus Iași bei der Uraufführung des Konzerts, mit dem Philharmonischen Orchester aus Botoșani sowie mit dem Nationalen Radio-Orchester Bukarest, mit dem er das Klavierkonzert einspielte.
Zwischen 1969 und 1972 war Radu Paladi Dirigent und künstlerischer Leiter des Philharmonischen Orchesters in Botoșani. Als Dirigent zahlreicher rumänischer Laienchöre und Vokalensembles entfaltete er eine rege Tätigkeit und fungierte regelmäßig als Jurymitglied bei verschiedenen nationalen Wettbewerben für Vokal- und Instrumentalmusik sowie bei Kompositionswettbewerben.

## Preise und Auszeichnungen
- 1. Preis beim nationalen Kompositionswettbewerb in Bukarest (1951)
- 1. Preis und Goldmedaille beim internationalen Kompositionswettbewerb in Moskau für die Kantate „Dar de nunta“ (Hochzeitsgabe) für gemischten Chor und Orchester (1957)
- 3. Preis beim internationalen Wettbewerb in Moskau für das Streichquartett Nr. 1 (1957)
- Arbeitsorden 3. Klasse (1959) und Kultur-Verdienst-Orden 3. Klasse in Rumänien (1968)
- Preis des Rumänischen Komponisten- und Musikologen-Verbandes (1974, 1976, 1978, 1979, 1981, 1984, 1986, 1987, 1988, 1993, 1996)
- Orden 23. August (1979)
- Preis der Rumänischen Akademie (1980)
- Auszeichnung Rumänischer Ritterorden (2000)
- Exzellenzpreis des Rumänischen Komponisten- und Musikologen-Verbandes (2002)
- Großer Preis des Rumänischen Komponisten- und Musikologen-Verbandes als Auszeichnung fürs Lebenswerk (2007)

## Werke

### Bühnenmusik
- Pălăria Florentină (Ein Florentiner Hut), 1957
- Sălbatecii (Die Wilden), 1958
- Școala Calomniei (Die Schule der Verleumdung), 1961
- D-ale Carnavalului (Faschingstreiben), 1962

### Filmmusik
- Fluierașul fermecat, (Das Zauberflötchen), Zeichentrickfilm, Regie Pascal Rădulescu und Constantin Popescu (1957)
- Ciulinii Bărăganului (Die Disteln des Bărăgan), Regie Louis Daquin (1957)
- La porțile pământului (An den Toren der Erde), Regie Geo Saizescu (1965)
- Pe drumul Thaliei (Auf dem Weg der Thalia), (1965)

### Chormusik
- über 200 Werke für gemischten Chor a cappella, Chor und Klavier, Chor und Orchester
- 60 Colinde (darunter Weihnachtslieder und Ostergesänge) für gemischten Chor a cappella nach den Sammlungen von Béla Bartók, George Breazul, Gheorghe Cucu (1990–1995)
- 12 Dichtungen für gemischten Chor a cappella nach Versen von Mihai Eminescu (1988–1992)

### Vokalmusik
- 8 Lieder für Sopran und Klavier
- 4 Duette für Sopran, Bass-Bariton und Klavier
- 13 Lieder für Bass-Bariton und Klavier

### Klavierwerke
- Suite für Klavier (1949)
- Thema mit Variationen (1950)
- Rondo a capriccio (1954)
- Präludium und Fuge (1955)
- Kadenz zum Klavierkonzert c-Moll KV 491 von W.A. Mozart (2011)

### Kammermusik
- Streichquartett Nr. 1 c-Moll (1955)
- Bläserquintett (1998)
- Streichquartett Nr. 2 (2013)

### Vokalsymphonische Werke
- Kantate „Dar de nuntă“ (Hochzeitsgabe), 1957
- Oratorium „Oratoriul Eliberării“ (Oratorium der Befreiung), 1959
- Kantate „Poem de slavă“ (Poem des Ruhmes), 1964

### Symphonische Musik
- Symphonische Suite „Fluierașul fermecat“ (Das Zauberflötchen), 1954
- Symphonische Suite „Sălbatecii“ (Die Wilden), 1958
- Symphonische Suite „Ciulinii Bărăganului“ (Die Disteln des Bărăgan), 1957

### Instrumentalkonzerte
- Konzert für Klavier und Orchester C-Dur (1989)
- Konzert für Violine und Orchester e-Moll (2002)

### CD-Einspielungen
- Streichquartett Nr. 1 c-Moll, Quartetto Academica, prodotto della DYNAMIC s.r.l. Genova, 1979
- 2 Colinde: „Dimineața di Crăciunu“, „Colo sus la răsăritu“, Corul Academic Radio, dirijor Aurel Grigoraș, UCMR-ADA 1523011 Editura Casa Radio, 2001
- 2 Colinde, Corul Academic Radio, dirijor Aurel Grigoraș, Producător: Editura Muzicală UCMR, 2005
- „De ce nu-mi vii?“, Corul Academic Radio, în: Antologia Muzicii românești, Creații corale românești nr. 1, Producător: UCMR-ADA 2A 18481
- „Noapte de vară“, Corul Academic Radio, dirijor Aurel Grigoraș, în: Antologia Muicii românești, Creații corale românești nr. 2, Producător: UCMR-ADA 031.076050
- Atât de fragedă, Corul Academic Radio, dirijor Dan Mihai Goia, în: Antologia Muzicii românești, Creații corale românești nr. 9, Producător: UCMR-ADA RO9AF125012655
- 2 Colinde: „Dimineața di Crăciunu“, „Colo sus la răsăritu“, Corul Academic Radio în: Antologia Muzicii românești, Creații corale românești nr. 10, Producător: UCMR-ADA RO9AF105012464, 2009
- Streichquartett Nr. 1 c-Moll (String Quartet nr. 1 in C minor), Lupot String Quartet, ars sonandi, 2015
- Streichquartett Nr. 1 c-Moll, Martfeld Quartett, Coviello Classics, 2016 COV 91607

### Im Druck erschienene Werke
- Suita pentru pian (Klaviersuite), Editura de Stat, București, 1951 (vergriffen)
- Suita pentru pian (Klaviersuite), Editura de Stat pentru literatură și artă, București (vergriffen)
- Suita pentru pian (Klaviersuite), Editura Muzicală, București, 1968 (vergriffen)
- Suita pentru pian (Klaviersuite, Fragment) in: Rumänische Klavierminiaturen, Leipzig, Peters Verlag, 1976
- Rondo a capriccio, Editura Muzicală a Uniunii Compozitorilor din România, București, 1953 (vergriffen)
- Rondo a capriccio, Editura Muzicală a Uniunii Compozitorilor din România, București, 1954 (vergriffen)
- Coruri (Chöre), Editura de Stat pentru literatură si artă, București 1956 (vergriffen)
- Cântece și Coruri (Gesänge und Chöre), Editura Muzicală a Uniunii Compozitorilor din România, București, 1967 (vergriffen)
- Poem de slavă pentru tenor, soliști, cor mixt si orchestră, pe versuri de Corneliu Șerban (Poem des Ruhmes für Tenor, Solisten, gemischten Chor und Orchester nach Versen von Corneliu Șerban), Editura Muzicală a Uniunii Compozitorilor din România, București, 1968 (vergriffen)
- Două piese pentru cor și orchestră pe versuri de Vlaicu-Bârna (Zwei Stücke für Chor und Orchester nach Versen von Vlaicu-Bârna), Editura Muzicală, București, 1975
- Dar de Nuntă, Cantată pentru cor mixt și orchestră pe versuri de Ion Serebreanu (Hochzeitsgabe, Kantate für gemischten Chor und Orchester nach Versen von Ion Serebreanu), Editura Muzicală, București, 2003
- Dar de Nuntă, reducție pentru pian (Hochzeitsgabe, Klavierauszug), Editura Muzicală, București 2003
- 8 Lieduri pentru soprană și pian (8 Lieder für Sopran und Klavier), Editura Muzicală, București, 2013
- Concert pentru vioară și orchestră (Konzert für Violine und Orchester), Editura Muzicală, București, 2014
- Cvintet de suflători (Bläserquintett), Editura Muzicală, București, 2014
- Lieduri și Duete pentru voci grave, medii, înalte și pian (Lieder und Duette für tiefe, mittlere und hohe Stimmen und Klavier), Editura Muzicală, București, 2014
- 12 Poeme pe versuri de Mihai Eminescu (12 Poeme nach Versen von Mihai Eminescu), Editura Muzicală, București, 2014
- Cvartet de coarde nr. 2 (Streichquartett Nr. 2), Editura Muzicală, București, 2014
- Concert pentru pian și orchestră (Konzert für Klavier und Orchester), Editura Muzicală, București, 2015
- Cvartet de coarde nr. 1 do minor (Streichquartett Nr. 1 c-Moll), Editura Muzicală, București, 2017
- Cvartet de coarde nr. 1 do minor, (Streichquartett Nr. 1 c-Moll), Editura Muzicală, București, 2017